# Saurita nox
Saurita nox là một loài bướm đêm thuộc phân họ Arctiinae. Loài này được Herbert Druce mô tả năm 1896. Loài này có ở Honduras và Venezuela.